# Sankt Petersburgdammen

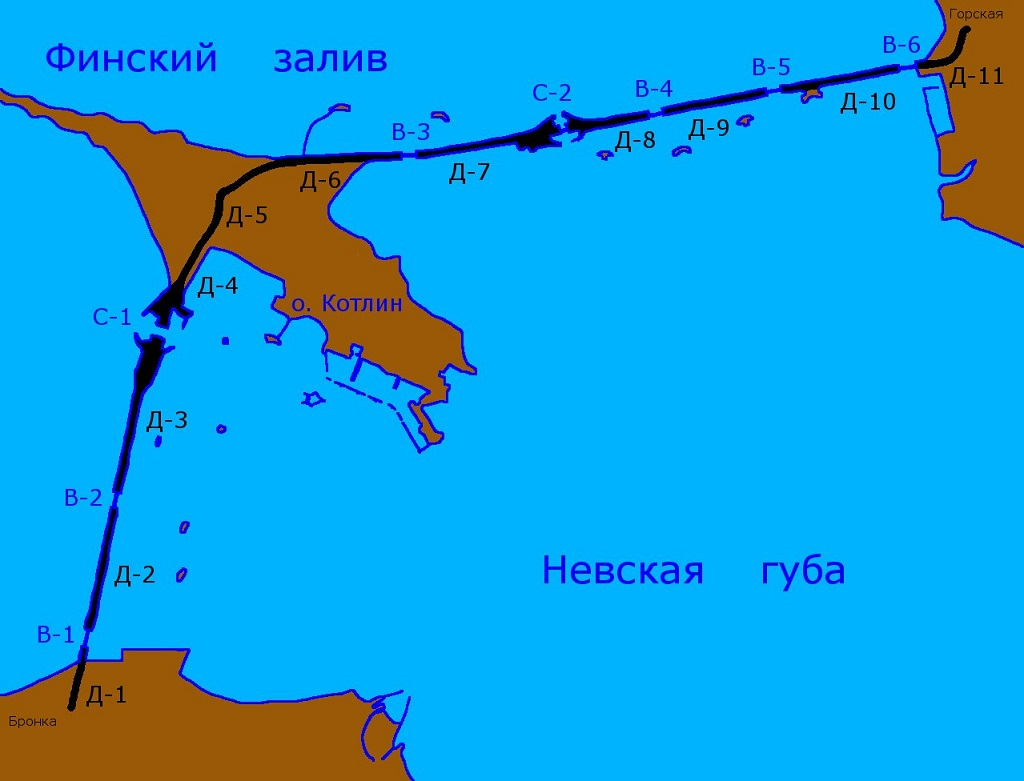
Karta över området

Sankt Petersburgdammen (ryska: Ко́мплекс защи́тных сооруже́ний Санкт-Петербу́рга от наводне́ний / Kómpleks zashchítnykh sooruzhéniy Sankt-Peterbúrga ot navodnéniy; engelska: Saint Petersburg Flood Prevention Facility Complex) är en översvämningsbarriär nära Sankt Petersburg i västra Nordvästra federala distriktet i Ryssland.

## Geografi
Barriären sträcker sig norrut från staden Lomonosov över ön Kotlin nära Kronstadt och sedan österut mot udden Lisij Nos (finska: Revonnenä) nära staden Systerbäck. Barriären skiljer Kronstadtbukten från övriga Finska viken.

## Konstruktionen
Barriären löper i nordöstlig riktning med en längd om ca 26 km (16 miles) och en höjd om ca 8 meter över vattenytan. Det finns 2 slussar genom barriären.
Det finns även en 1900 meter lång vägtunnel under barriären.

## Historia
Första spadtaget gjordes 1979 men byggandet fick sedan ett uppehåll 1995, byggandet återupptogs 2005 och avslutades 2011. Barriären invigdes den 12 augusti samma år.
Undervattentunneln är den längsta i Ryssland och barriären är även del av ringleden runt St Petersburg.